# وشترهولتس
وشترهولتس (به آلمانی: Westerholz) یک شهر در آلمان است که در اشلسویگ-فلنسبورگ واقع شده‌است. وشترهولتس  ۷۵۸ نفر جمعیت دارد.